# Szandrowiec
Szandrowiec (ukr. Шандровець) – wieś na Ukrainie, w obwodzie lwowskim, w rejonie samborskim (wcześniej w rejonie turczańskim). Miejscowość liczy około 1263 mieszkańców.

## Historia
Na przełomie XVIII/XIX wieku właścicielami dóbr byli Kieszkowscy herbu Krzywda: Antoni, następnie Stanisław, potem Adam i Józef Karol. W połowie XIX wieku właścicielami posiadłości tabularnej Szandrowiec byli hr. Wacław i Maria Łazańscy. 
W 1921 wieś liczyła około 1039 mieszkańców. Przed II wojną światową w granicach Polski. Do 1934 odrębna gmina jednostkowa, a w latach 1934–1945 gromada w zbiorowej gminie Tarnawa Niżna, należącej do powiatu turczańskiego w woj. lwowskim (do 1931 woj. stanisławowskie).

## Ważniejsze obiekty
- Cerkiew greckokatolicka